# تشرنوژیتسه
تشرنوژیتسه (به چکی: Černožice) یک منطقهٔ مسکونی در جمهوری چک است که در ناحیه هرادتس کرالووه واقع شده‌است. تشرنوژیتسه ۱٬۱۷۸ نفر جمعیت دارد.